# Portrait of an Artist (Pool with Two Figures)
Portrait of an Artist (Pool with Two Figures) (tạm dịch: Chân dung của một nghệ sĩ (Hồ bơi với hai nhân vật)) là một bức tranh pop-art lớn của nghệ sĩ người Anh David Hockney. Đo 213,5 cm (84 inch)  bằng acrylic trên vải thô (canvas), nó mô tả hai người, một người đàn ông đang lặn dưới nước và một người đàn ông mặc quần áo nhìn xuống người bơi. Bức tranh được hoàn thành vào tháng 5 năm 1972. Vào tháng 11 năm 2018, nó đã được bán với giá 90,3 triệu đô la Mỹ, mức giá cao nhất từ trước đến nay cho một tác phẩm của một nghệ sĩ đang sống tại một cuộc đấu giá.
Bức tranh được họa sĩ Hockney thực hiện sau những tháng mùa hè hồi năm 1969 khi ông lưu lại một biệt thự ở nằm ở vùng Provence (Pháp) cùng với người tình của mình lúc đó - họa sĩ kiêm nhiếp ảnh gia Peter Schlesinger.